# Pico (mitologia)

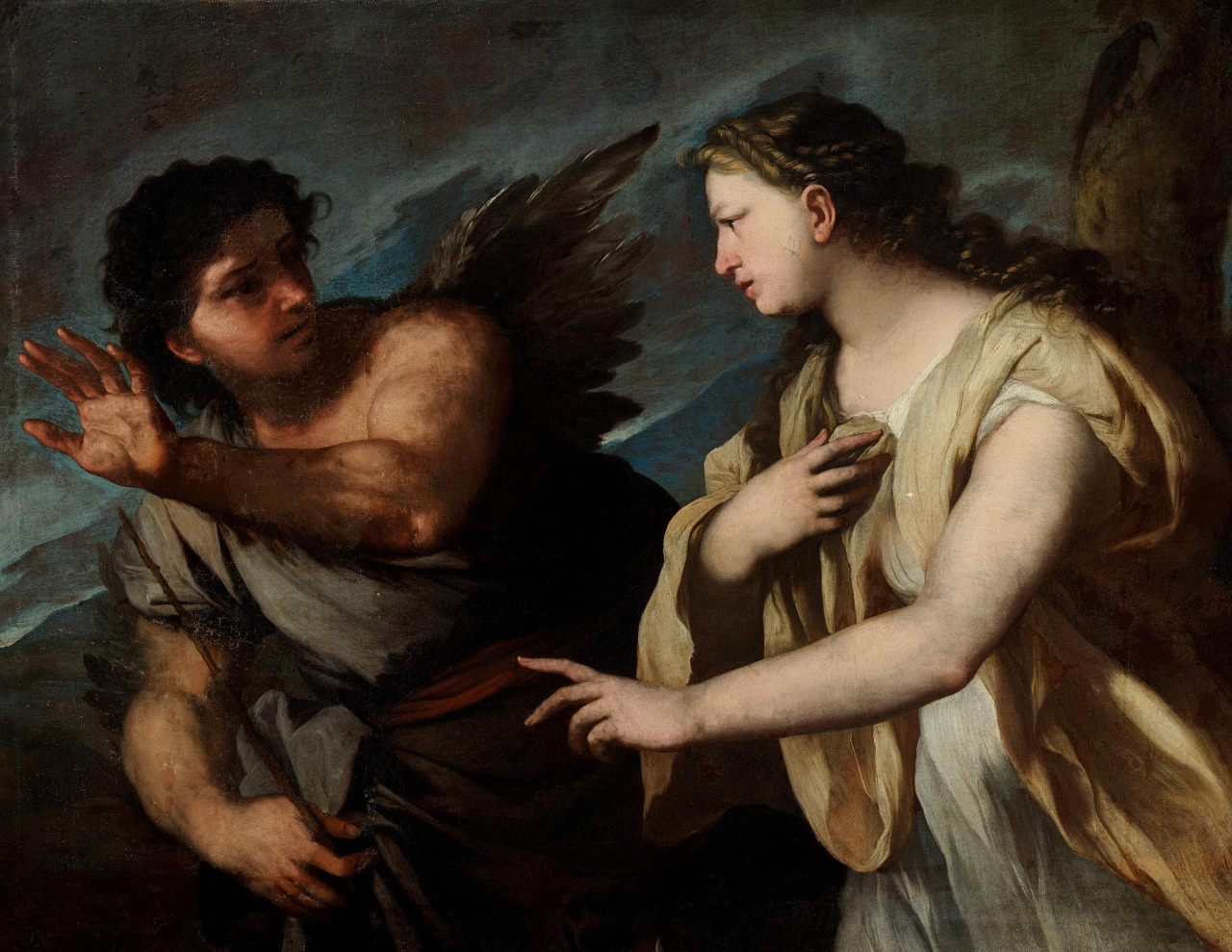
Pico (mitologia)

Pico (em latim: Picus), era um deus da Roma Antiga, filho e sucessor de Saturno, pai de Fauno  e que seria esposo da ninfa Canente, Circe ou de Pomona.

## Mito
Era o deus da agricultura e possuía dons de profecia e conhecido por ter sido transformado num pica-pau por Circe.
Era também referido como um dos primeiros reis do Lácio, o mesmo ocorrendo ao seu filho, Fauno.

## Pico e Circe
Uma versão do mito conta que Circe, a bruxa que, havia se enamorado da beleza de Pico, e revoltou-se por não ser correspondida. Transformando o amado num pica-pau, ave tida como sagrada pelos antigos áugures, esta ave passou a ser-lhe o símbolo.

## Representação
Era representado como um tronco de madeira com um pica-pau sobre ele; mais tarde era figurado como um jovem com um pica-pau sobre a cabeça. A visão desta ave significava, aos romanos, um sinal dos deuses.
Não deve ser confundido com Picumno, irmão de Pilumno, deuses romanos do matrimônio.